# Thác Đăk Mai
Thác Đắk Mai, thác Đăk Wai hay thác Đăk Oai là thác trên dòng sông Đăk R'me Nhỏ tại vùng đất Thôn 8 xã Bù Gia Mập huyện Bù Gia Mập tỉnh Bình Phước, Việt Nam .
Nhiều văn liệu sử dụng tên Thác Đắk Mai trên Suối Đắk Mai 1, là các tên hình thành khi Ban An ninh Khu 10 của Công an Bình Phước đóng ở đây năm 1966.

## Đăk R'me Nhỏ
Sông Đăk R'me Nhỏ là một trong các dòng hợp thành sông Đăk R'me ở vùng huyện Bù Gia Mập và Phước Long tỉnh Bình Phước trong Hệ thống sông Đồng Nai .
Sông khởi nguồn từ vùng đất giáp ranh với xã Quảng Trực huyện Tuy Đức tỉnh Đắk Nông, chảy về hướng tây nam. 12°12′29″B 107°16′35″Đ / 12,208011°B 107,276315°Đ
Đến xã Bù Gia Mập thì hợp lưu với sông Đăk R'me rồi đổ vào Sông Đăk G'lun. Đoạn sông này hiện trong vùng hồ của Thủy điện Đăk Glun.
Sông Đăk G'lun là dòng thượng nguồn chính của sông Bé .